# No Good Read Goes Unpunished
«No Good Read Goes Unpunished» (укр. «Жодне гарне читання не залишається безкарним») — п'ятнадцята серія двадцять дев'ятого сезону мультсеріалу «Сімпсони», прем'єра якої відбулась 8 квітня 2018 року у США на телеканалі «Fox».

## Сюжет
Весь Спрінґфілд готовий дивитися невпинний марафон «Чуха і Сверблячки», в рамках якого будуть показані всі епізоди в історії шоу. Після декількох годин перегляду марафону розчарована Мардж змушує всіх членів сім'ї відмовитися від своєї електроніки на весь день. Після невдалих поїздок в бібліотеку і сучасний книжковий магазин вона відправляє родину у старий книжковий магазин. Мардж купує Лісі стару книгу «Принцеса в саду», яка була її улюбленою в дитинстві.
Тим часом, перебуваючи у книжковому магазині, Барт намагається забронювати квитки на конвенцію по відеогрі «Tunnelcraft» (укр. «Тунелькрафт»), але Гомер відмовляється дозволити синові купити квитки. Це змушує Барта купити книгу «Мистецтво війни» Сунь-цзи, щоб він міг, використовуючи книгу, змусити Гомера піти на з'їзд.
Мардж сподівається прочитати «Принцесу в саду» Лісі, але розуміє, що насправді книга — всіляко культурно образлива. Мардж сниться, що вона зустрічає авторку книги Елоіз Ходжесон Бьоруелл і Редьярда Кіплінга, автора «Книги джунглів», який говорить їй, що уві сні бути расистом — це нормально. Також Елоіз Ходжесон Бьоруелл дозволяє Мардж переписати сюжет і прибрати образливі частини.
У школі Барт перевіряє поради книги, заважаючи Нельсону бити його за читання книги, дратуючи і відволікаючи його. Він розвиває свої знання, підкуповуючи друзів Гомера, щоб допомогти йому здійснити свій план, який включає в себе відволікання погляду Гомера такими предметами, як гонги і стрічки. Після одного інциденту, коли Гомер ледве не потонув у брудному озері після того, як з'їв серію молочних кульок-пастку, встановленої Бартом, Гомер пом'якшується і призводить сина і Мілгауса на конвенцію «Tunnelcraft».
Тим часом Мардж вирішує відредагувати сюжет книги, щоб зменшити образливі стереотипи і кліше, але після того, як вона читає її Лісі, вони погоджуються, що вона втратила сенс разом зі своїм «духом і характером»…
На з'їзді Гомер шантажує Мілгауса, щоб з'ясувати причину маніпулятивної поведінки Барта. Він теж читає книгу (до восьмої сторінки), щоб маніпулювати Бартом.
Ліса вирішує привести Мардж у Спрінґфілдський університет, де сучасні вчені говорять їй, що книга — підривна сатира відповідності. Однак Мардж не зовсім переконана, і вчені визнають, що вони теж не повністю в це вірять.
Тим часом Гомер починає поводитися, як Нед Фландерс. До того ж, він надягає штучні вуса та окуляри, щоб виглядати як Нед, і спілкується з Фландерсом. Пізніше, Гомер, Барт і Нед збираються подивитися старий німий фільм. Барт благає свого батька знову стати нормальним, на що Гомер погоджується, за умови, що Барт надасть йому решту своїх цукерок на Хелловін. Потім, примирившись і визнавши, що обидва прочитали книгу, вони продовжили дивитися ще один німий фільм в театрі з Недом.

## Виробництво
Спочатку серію «3 Scenes Plus a Tag from a Marriage» було заплановано випустити 11 березня як 12 серію сезону, «Homer Is Where the Art Isn't» — 18 березня як 13 серію, а серію «No Good Read Goes Unpunished» — 25 березня як 14 серію сезону. Однак, врешті решт, «3 Scenes Plus a Tag from a Marriage» було пересунено на тиждень, а «No Good Read Goes Unpunished» — на два.

## Ставлення критиків і глядачів
Під час прем'єри серію переглянули 2,15 млн осіб з рейтингом 0.9, що зробило її найпопулярнішим шоу на каналі «Fox» тієї ночі.
Денніс Перкінс з «The A.V. Club» дав серії оцінку D+, сказавши, що «дратівлива на декількох одночасних рівнях, серія була би більш набридливою, якби вона більше запам'яталась».
Згідно з голосуванням на сайті The NoHomers Club більшість фанатів оцінили серію на 1/5 із середньою оцінкою 2,39/5.

### Проблема з Апу
У цій серії шоу відповіло на критику стереотипного характеру персонажа Апу, який був підкреслений у документальному фільмі 2017 року «Проблема з Апу» індійсько-американського коміка Харі Кондаболу.
У серії Ліса ламає четверту стіну і звертається до аудиторії зі словами: «Те, що десятиліття тому було похвальним та необразливим, тепер стало неполіткоректним. І що робити?», на що Мардж відповідає: «Деякі проблеми будуть вирішені пізніше». Ліса додає: «Чи ніколи». Посилання було прояснене тим, що під час промови показується фотографія Апу в рамці з написом «Не заводьте корову, Апу» (англ. «Do not have a cow, Apu», відсилання до фрази Барта «Do not have a cow man»), а також той факт, що індуси не їдять корів, оскільки вони вважаються священними. У жовтні 2018 року стало відомо, що персонаж Апу буде викреслено з серіалу, проте продюсери це спростували.
У січні 2020 року актор Генк Азарія, що озвучував Апу, заявив, що більш не озвучуватиме персонажа. Образ власника магазину неодноразово називали расистською карикатурою на іммігрантів з Південної Азії, в якій зібрано безліч негативних стереотипів. Він зрозумів проблему, пов'язаних з персонажем Апу, в порівнянні з іншими стереотипними персонажами «Сімпсонів». В інтерв'ю «The New York Times» Азарія сказав: «У цих [інших] персонажів [які грають стереотипами, що не відносяться до Південної Азії] не було протесту, тому що люди відчувають, що їх представляють. Вони не сприймають це так особисто і не відчувають пригнічення або ображені цим».